# Al-Mansur Abu Bakr

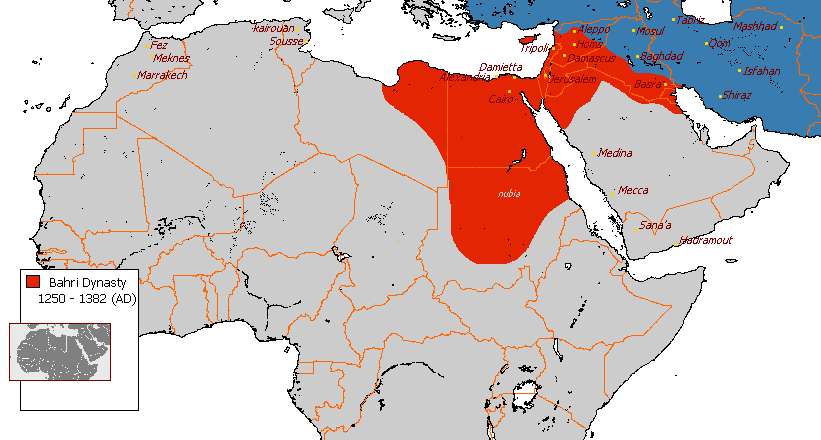
Obszar pod władaniem mameluków (czerwony)

Saif ad-Din Abu-Bakr, arab. سيف الدين أبو بكر, imię królewskie: al-Malik al-Mansur Saif ad-Din Abu Bakr, arab. الملك المنصور سيف الدين أبو بكر (ur. 1321, Kair, zm. 1341, Qus) – sułtan mamelucki w Egipcie w 1341 r.